# Leonor de Schwarzenberg
La Princesa Leonor Isabel Amalia Magdalena de Schwarzenberg, nacida de Lobkowicz (Mělník, 20 de junio de 1682 - Palacio Schwarzenberg, Viena, 5 de mayo de 1741) fue una noble de la Casa de Lobkowicz y por matrimonio, princesa de Schwarzenberg.

## Biografía
Leonor era la hija del príncipe Fernando Augusto de Lobkowicz (1655-1715), duque de Sagan, y de su segunda esposa la Margravina María Ana Guillermina de Baden-Baden (1655-1701), hija del margrave Guillermo I de Baden-Baden.
El 6 de diciembre de 1701 la princesa Leonor se casó con el Hofmarschall de Austria, príncipe heredero y posteriormente príncipe Adán Francisco Carlos Eusebio von Schwarzenberg. Leonor era considerada una dama cultivada y a menudo mostraba su erudición y riqueza en la corte de su esposo.
Del matrimonio nacieron dos hijos: 
- María Ana (1706-1755), casada con el margrave Luis Jorge I de Baden-Baden.
- José I de Schwarzenberg (1722-1782).

El marido de Leonor murió en 1732 en un accidente de caza en los terrenos imperiales próximos a Brandýs nad Labem-Stará Boleslav, actualmente en la República Checa. El emperador Carlos VI abrió fuego y el príncipe Adán se encontraba en la trayectoria del disparo. Posteriormente el emperador llevó al hijo de Leonor a su corte de Viena y la princesa recibió una pensión de manutención de 5000 florines.
La princesa Leonor murió el 5 de mayo de 1741 en el Palacio Schwarzenberg en Viena. Franz von Gerstoff, el médico del emperador, pidió realizar una autopsia varias décadas después y diagnosticó que la princesa había muerto por causa de un cáncer cervical.

## Documental
La figura de la princesa Leonor ha sido relacionada con el mito de los vampiros, y se dice que el poema Lenore está basado en su figura. En el año 2007 el documental austriaco La princesa vampiro examinó la leyenda y la tesis del vampirismo de Leonor.
Este reportaje de Klaus Steindl difundido por la cadena francesa Arte, mostró que la princesa podría haber sido una de las fuentes del mito moderno del vampirismo. Al final de su vida, gravemente enferma, la princesa Leonor gastó una gran fortuna para conseguir remedios médicos, originando rumores sobre fórmulas esotéricas para prolongar su vida. De hecho, tras su muerte, se colocó una gruesa plancha de piedra sobre su ataúd, con el fin de que no saliera jamás.

## Títulos
- 1682-1701: Princesa de Lobkowicz
- 1701-1703: Princesa heredera de Schwarzenberg
- 1703-1732: Princesa de Schwarzenberg
- 1732-1741: Princesa Viuda de Schwarzenberg